# Nocciano
Nocciano là một đô thị thuộc tỉnh Pescara trong vùng Abruzzo của Ý. Ý. Đô thị này có diện tích 13 km², dân số 1676 người. Các làng trực thuộc: Collina, Fonteschiavo, Colle Maggio, Casali, Cerasa, Prato San Lorenzo. Các đô thị giáp ranh gồm: Alanno, Catignano, Cugnoli, Pianella, Rosciano.